# Fated to Love You
Fated to Love You (hangul: 운명처럼 널 사랑해; rr: Unmyeongcheoreom Neol Saranghae; também conhecida como You Are My Destiny) é uma série de televisão sul-coreana exibida pela MBC TV de 2 de julho a 4 de setembro de 2014, com um total de dezesseis episódios. É estrelada por Jang Hyuk, Jang Na-ra, Choi Jin-hyuk e Wang Ji-won.
É um remake do drama taiwanês Fated to Love You, estrelado por Joe Chen e Ethan Ruan, que recebeu alta audiência durante sua exibição em 2008. A série também reuniu os atores Jang Hyuk e Jang Na-ra, que já haviam estrelado doze anos antes, Successful Story of a Bright Girl (2002).

## Enredo
Lee Gun (Jang Hyuk) é o sucessor de uma grande empresa administrada por sua família. Kim Mi Young (Jang Na-ra) é uma secretária de aparência mediana em um escritório de advocacia, que ganhou o apelido de "post-it", devido sua incapacidade de dizer não aos colegas de trabalho, que sempre despejam trabalho nela. Os dois se cruzam em uma noite e bêbados, acidentalmente dormem juntos. Quando Mi Young descobre depois que está grávida, o que será deles? Além disso, Kang Se Ra (Wang Ji-won) e Daniel (Choi Jin-hyuk), apenas aguardam e deixam Gun e Mi Young lidar com a situação a sua maneira?

## Elenco

### Principal
- Jang Hyuk como Lee Gun[1][2]

O rico herdeiro de uma grande empresa de produtos para cabelos, que detém uma risada única como sua marca registrada. Ele é o único de sua geração, do distinto clã Jeonju Lee, uma linhagem em que todos os homens morrem na casa dos trinta anos devido à doença de Huntington. Embora totalmente dedicado e afetuoso com as pessoas com quem se importa, Lee Gun pode ser frio e egoísta. No entanto, ele é genuinamente bondoso e responsável, principalmente por  Mi-young e o bebê.
- Jang Na-ra como Kim Mi-young/Ellie Kim[3]

Uma trabalhadora de um escritório de advocacia. Ela não tem família rica, educação de prestígio ou muita beleza, mas vem de uma pequena ilha onde sua mãe é dona de um pequeno restaurante. Por causa de sua natureza tímida e bondosa, ela não consegue recusar um pedido de ninguém. Embora não tenha autoconfiança, Mi-young sempre vê o melhor das pessoas e mantém uma força tranquila. Quando um caso acidental de uma noite a engravida, sua existência simples e insignificante muda quando Lee Gun entra em sua vida.
- Choi Jin-hyuk como Daniel Pitt/Kim Tae-ho

Um designer coreano-americano internacionalmente famoso, cujo objetivo é encontrar sua irmã biológica perdida. Ele conhece Mi-young por acidente e fica intrigado com a gentileza dela. A partir de então, ele a encoraja quando está abatida e vem em seu socorro quando ela precisa de ajuda. Constantemente preocupado com ela, Daniel começa a perceber que o que ele sente por Mi-young é algo mais do que proteção.
- Wang Ji-won como Kang Se-ra/Kim Mi-young

Ela é uma bailarina em Nova York, Estados Unidos, e namora Gun há 6 anos, porém, ela adia adia qualquer plano de casamento por sua carreira. Quando falha em conseguir um papel de liderança, Se-ra volta para a Coreia para ficar com Gun, mas o retorno repentino faz com que ela escolha o balé em vez dele mais uma vez. Quando Se-ra retorna definitivamente, ela encontra mudanças drásticas na vida de Gun.

### De apoio
- Park Won-sook como presidente Wang, avó de Lee Gun
- Choi Dae-chul como gerente Tak
- Choi Woo-shik como Lee Yong, meio-irmão de Lee Gun
- Na Young-hee como madrasta de Lee Gun e mãe de Lee Yong
- Song Ok-sook como mãe de Mi-young
- Park Hee-von como Jeon Ji-yeon, colega de trabalho e de quarto de Mi-young
- Han Kyu como Kim Mi-sook, irmã mais velha de Mi-young
- Lee Mi-do como Kim Mi-ja, segunda irmã mais velha de Mi-young
- Jung Eun-pyo como presidente da empresa Park, dono de uma fábrica de sabão
- Im Hyung-joon como Sr. Choi, marido de Mi-ja
- Jang Gwang como doutor Moon
- Park Jin-woo  como advogado Hong
- Kim Young-hoon como advogado Min Byung-chul
- Yang Geum-seok como mãe de Se-ra
- Park Sun-hee como Eun-jung
- Jung Han-hyun como Lee Sung-mok
- Im Ji-hyun como Soo-hyun
- Yeon Mi-joo como senhorita Kim
- Park Hee-jin  como instrutora das aulas de pré-natal / funcionária da loja de bebês / instrutora de dança
- Kim Sung-il como estilista
- Park Tae-yoon como maquiadora
- Jung Gyu-soo como as psiquiatra
- Ki Se-hyung como segurança
- Shin Young-il como moderador do evento do leilão
- Kim Sun-woong como Moon Woo Bin
- Clara como Hye-jin, modelo da propaganda de shampoo (participação, ep 1)
- Jung Joon-young como DJ de rádio (participação, ep 8)
- Joon Park como ele mesmo, modelo da propaganda de sabonete corporal (participação, ep 13)
- Kim Yong-gun como pai chaebol de Ji-yeon (participação, ep 20)

## Trilha sonora
| N.º | Título                                 | Artista(s)              | Duração |  |
| 1.  | "Destiny Sonata" (운명 같은 너)        | Chung Dong-ha (Boohwal) | 4:15    |  |
| 2.  | "Goodbye My Love" (잠시 안녕처럼)      | Ailee                   | 4:16    |  |
| 3.  | "Be the One"                           | Jeff Bernat             | 3:36    |  |
| 4.  | "Morning of Canon" (캐논의 아침)       | Baek A-yeon             | 3:43    |  |
| 5.  | "My Girl"                              | Ken (VIXX)              | 3:24    |  |
| 6.  | "You're My Everything" (사랑을 몰라서) | Melody Day              | 4:13    |  |
| 7.  | "Ready for Love"                       | Megan Lee               | 3:42    |  |
| 8.  | "Momento (Title)" (instrumental)       | Oh Joon-sung            | 4:29    |  |
| 9.  | "Desino" (instrumental)                | Oh Joon-sung            | 4:11    |  |
| 10. | "Stars" (instrumental)                 | Oh Joon-sung            | 4:24    |  |
| 11. | "Tristeza" (instrumental)              | Oh Joon-sung            | 3:12    |  |
| 12. | "Joie" (instrumental)                  | Oh Joon-sung            | 3:33    |  |
| 13. | "Cordialite" (instrumental)            | Oh Joon-sung            | 3:07    |  |
| 14. | "Awaken" (instrumental)                | Oh Joon-sung            | 4:08    |  |
| 15. | "Lyrisme" (instrumental)               | Oh Joon-sung            | 3:04    |  |
| 16. | "Agnes" (instrumental)                 | Oh Joon-sung            | 3:40    |  |

## Recepção
Na tabela abaixo, os números azuis representam as audiências mais baixas e os números vermelhos representam as audiências mais elevadas.
| Episódio | Data de transmissão original | Audiência média | Audiência média              | Audiência média | Audiência média              |
| Episódio | Data de transmissão original | TNmS            | TNmS                         | AGB Nielsen     | AGB Nielsen                  |
| Episódio | Data de transmissão original | Em todo o país  | Região Metropolitana de Seul | Em todo o país  | Região Metropolitana de Seul |
| -------- | ---------------------------- | --------------- | ---------------------------- | --------------- | ---------------------------- |
| 1        | 2 de julho de 2014           | 6.0%            | 7.7%                         | 6.6%            | 7.2%                         |
| 2        | 3 de julho de 2014           | 6.3%            | 7.5%                         | 7.2%            | 7.6%                         |
| 3        | 9 de julho de 2014           | 8.8%            | 11.4%                        | 7.9%            | 8.5%                         |
| 4        | 10 de julho de 2014          | 7.9%            | 10.3%                        | 9.0%            | 10.3%                        |
| 5        | 16 de julho de 2014          | 9.1%            | 10.8%                        | 8.6%            | 8.9%                         |
| 6        | 17 de julho de 2014          | 9.6%            | 11.9%                        | 9.7%            | 10.5%                        |
| 7        | 23 de julho de 2014          | 9.6%            | 11.3%                        | 9.7%            | 10.7%                        |
| 8        | 24 de julho de 2014          | 10.6%           | 13.5%                        | 10.6%           | 11.8%                        |
| 9        | 30 de julho de 2014          | 9.4%            | 12.4%                        | 10.2%           | 11.8%                        |
| 10       | 31 de julho de 2014          | 8.9%            | 10.6%                        | 9.7%            | 10.7%                        |
| 11       | 6 de agosto de 2014          | 9.8%            | 12.1%                        | 9.9%            | 11.3%                        |
| 12       | 7 de agosto de 2014          | 10.6%           | 13.75                        | 10.3%           | 11.4%                        |
| 13       | 13 de agosto de 2014         | 11.0%           | 14.0%                        | 11.5%           | 13.6%                        |
| 14       | 14 de agosto de 2014         | 11.0%           | 14.0%                        | 10.7%           | 12.5%                        |
| 15       | 20 de agosto de 2014         | 11.0%           | 13.6%                        | 10.6%           | 11.4%                        |
| 16       | 21 de agosto de 2014         | 11.1%           | 14.0%                        | 11.1%           | 12.9%                        |
| 17       | 27 de agosto de 2014         | 10.8%           | 13.6%                        | 9.9%            | 11.2%                        |
| 18       | 28 de agosto de 2014         | 12.0%           | 14.7%                        | 11.5%           | 12.8%                        |
| 19       | 3 de setembro de 2014        | 10.8%           | 14.2%                        | 10.1%           | 11.6%                        |
| 20       | 4 de setembro de 2014        | 10.6%           | 13.5%                        | 10.5%           | 11.5%                        |
| Média    | Média                        | 9.8%            | 12.2%                        | 9.8%            | 10.9%                        |

## Prêmios e indicações
| Ano  | Premiação          | Categoria                                  | Beneficiário              | Resultado | Ref.  |
| ---- | ------------------ | ------------------------------------------ | ------------------------- | --------- | ----- |
| 2014 | Korea Drama Awards | Melhor Trilha Sonora                       | "Goodbye My Love" - Ailee | Venceu    |       |
| 2014 | APAN Star Awards   | Prêmio Top Excelência, Ator em Minissérie  | Jang Hyuk                 | Indicado  | [ 6 ] |
| 2014 | APAN Star Awards   | Prêmio Top Excelência, Atriz em Minissérie | Jang Na-ra                | Indicado  | [ 6 ] |
| 2014 | APAN Star Awards   | Melhor Trilha Sonora                       | "Goodbye My Love" - Ailee | Venceu    | [ 7 ] |
| 2014 | MBC Drama Awards   | Prêmio Top Excelência, Ator em Minissérie  | Jang Hyuk                 | Venceu    | [ 8 ] |
| 2014 | MBC Drama Awards   | Prêmio Top Excelência, Atriz em Minissérie | Jang Na-ra                | Venceu    | [ 8 ] |
| 2014 | MBC Drama Awards   | Prêmio Atuação Dourada, Atriz              | Song Ok-sook              | Indicado  |       |
| 2014 | MBC Drama Awards   | Melhor Atriz Revelação                     | Wang Ji-won               | Indicado  |       |
| 2014 | MBC Drama Awards   | Prêmio de Popularidade, Atriz              | Jang Na-ra                | Venceu    | [ 8 ] |
| 2014 | MBC Drama Awards   | Prêmio de Melhor Casal                     | Jang Hyuk & Jang Na-ra    | Venceu    | [ 8 ] |